# Frédéric Ier (roi de Naples)
Frédéric Ier d'Aragon, né le 16 octobre 1451 à Naples (Naples), mort le 9 novembre 1504 à Montils-lèz-Tours (Touraine), prince de Tarente et d'Altamura, duc d'Andria par son deuxième mariage, puis roi de Naples (1496-1501), fils de Ferdinand Ier, roi de Naples, et d'Isabel de Chiaramonte. Il est le dernier des rois de la maison de Trastamare de la dynastie d'Aragon-Naples, qui avait été fondée par son grand-père Alphonse le Magnanime au bénéfice de son fils illégitime Ferrante d'Aragon (« le Roi Ferrant » pour les chroniqueurs français).
Parvenu au trône après le décès de son frère aîné Alphonse II de Naples et de son neveu Ferdinand II de Naples, il dut, comme eux, faire face aux tentatives du roi Louis XII de France pour récupérer le royaume de Naples dont il se considérait le légitime possesseur en tant qu'héritier de son prédécesseur Charles VIII (cf. l'expédition française de 1494-95), lui-même héritier de la seconde dynastie d'Anjou, et plus particulièrement de René d'Anjou et de Charles V d'Anjou, comte du Maine.
Attaqué, en 1501, par Louis XII et ses alliés, le pape Alexandre VI et son fils César Borgia, trahi par Ferdinand II le Catholique qui feignait d'être son allié, Federico choisit de traiter avec le roi de France, et échange avec celui-ci ses droits sur le royaume de Naples contre les revenus du comté du Maine.

## Biographie

### Diplomate et lieutenant du roi Ferrant
Il est baptisé le 19 avril 1452 au Castel Capuano et son parrain n'est autre que l'empereur Frédéric III qui rendait alors à Alphonse le Magnanime une visite diplomatique.
Son père accède au trône de Naples, à la mort d'Alphonse le Magnanime, le 27 juin 1458 et donne à ses fils les meilleurs maîtres : Andrea da Castelforte, Giovanni Elisio Calenzio, Baldassare Offeriano et Girolamo Forti.

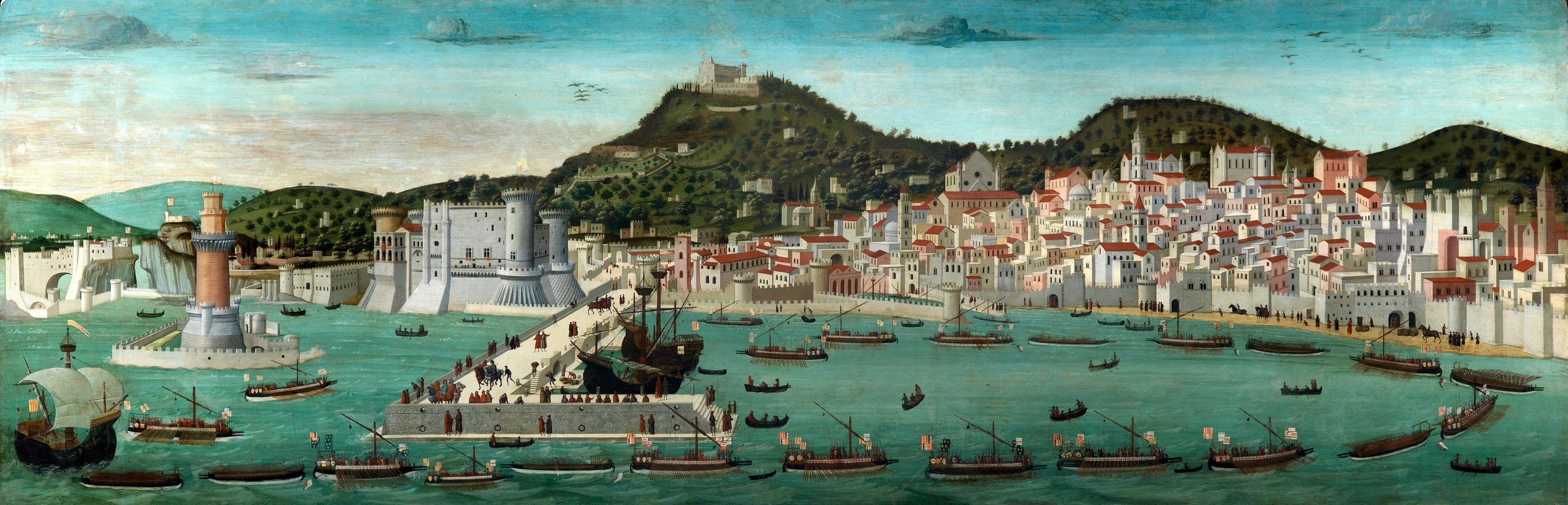
Naples au XVe siècle. La Tavola Strozzi représente probablement l'entrée triomphale de la flotte de Ferdinand Ier après la bataille d'Ischia en 1465.

En 1464, il reçoit de son père, alors qu'il réside à Tarente, l'ordre d'organiser l'escorte qui doit conduire de Milan à Naples, Ippolita Maria Sforza, fille aînée de Francesco Sforza, duc de Milan que l'on vient de fiancer à son frère aîné Alphonse, alors duc de Calabre. Il quitte Naples, le 18 mars 1465 avec une suite de 320 cavaliers et apprend, alors qu'il est en route, le 30 mars 1465, le décès de sa mère. Il est reçu à Rome, le 2 avril 1465 par le pape Paul II qui lui remet la traditionnelle rose d'or. Il gagne ensuite Sienne, puis Florence où il est reçu, le 17 avril 1465 par Laurent le Magnifique. Il gagne ensuite Milan, où il parvient le 6 mai 1465, en passant par Bologne. Il quitte Milan le 7 juin 1465 avec une suite doublée par celle de la fiancée afin de regagner Naples par le même chemin qu'il avait emprunté à l'aller. Le voyage est interrompu par Francesco Sforza, qui menace de rompre la promesse de noces, à Sienne où la suite s'arrête jusqu'à ce que la situation diplomatique se débloque. Il est de retour à Naples, le 14 septembre 1465.
De 1464 à 1473, il exerce les fonctions de lieutenant du roi de Naples dans les Pouilles : en Capitanata, en Terre de Bari et en Terre d'Otrante. Son rôle n'y a rien d'honorifique : il y reçoit les hommages liges, supervise la perception des impôts et veille à l'application des accords commerciaux avec la république de Venise. Il participe aussi à l'activité diplomatique intense que son père mène, notamment en recevant les puissants seigneurs dont le roi de Naples désire acquérir l'alliance ou la bienveillance. Il accueille ainsi, en mars 1472, à Aversa puis à Naples, Jean della Rovere, préfet de Rome, seigneur de Senigallia et neveu du pape Sixte IV (François della Rovere), et le 30 août 1473, à Naples, Charles Manfredi, seigneur de Faenza.

### Projets de mariage
Dès le mois d'avril 1470, son père se propose de le marier avec Marie de Bourgogne, fille et unique héritière de Charles le Téméraire, et cette espérance semble prendre corps en novembre 1471, après la signature d'une alliance entre le duc de Bourgogne et le roi de Naples.
Tenter de marier Marie de Bourgogne, l'une des plus riches héritières de son temps, avec l'un de leurs rejetons constitue un objectif pour de nombreux princes européens : Ferdinand le Catholique, Nicolas de Lorraine, Philibert de Savoie, Georges Plantagenêt et Charles de Guyenne, ont fait partie des prétendants plus ou moins agréés au fil des projets changeants de Charles le Téméraire. Louis XI lui-même a exprimé son intérêt pour une candidature d'un prince d'Aragon-Naples avec lequel il pourrait échanger les prétentions des Anjou contre des territoires bourguignons dès qu'il héritera du comte du Maine.
En février 1472, le roi Ferdinand reçoit à Naples, en grande pompe, dans l'objectif de servir ce projet, une délégation bourguignonne qui insiste sur le fait que Charles le Téméraire, pour sa part, n'a pas arrêté son choix. Éléonore de Naples, la sœur de Frédéric se dit confiante dans l'idée que le duc de Bourgogne appellera son frère à le rejoindre avant Pâques. Mais ces espoirs sont douchés pendant l'été lorsqu'on apprend, à la cour de Naples, les fiançailles de Marie de Bourgogne avec Nicolas de Lorraine-Anjou, petit-fils du roi René, qui se parait des titres de duc de Lorraine, marquis de Pont-à-Mousson, duc de Calabre et prince de Gérone, et qui prétendait hériter non seulement de la Lorraine et du duché de Bar mais des royaumes de Naples et d'Aragon (héritage angevin de Louis II et Yolande d'Aragon), fiançailles qui résultent de l'alliance passée entre les ducs de Bourgogne et de Lorraine, alliance que Charles le Téméraire paraphe à Arras le 25 mai 1472 et que Nicolas de Lorraine signe à son tour, le 27 mai 1472. Marie de Bourgogne donne son consentement à la promesse de mariage le 13 juin 1472 et Nicolas lui transmet la sienne, datée de Mons-en-Hainaut, le même jour.
En octobre 1472, une nouvelle ambassade bourguignonne séjourne à Naples qui rassure le roi Ferdinand à propos de l'impact des fiançailles de Marie de Bourgogne sur les relations entre Charles le Téméraire et le roi de Naples. En partant, elle laisse sur place deux jeunes gens qui sont chargés d'aider Frédéric à améliorer son français. Charles le Téméraire utilisait l'éventuel mariage de sa fille comme un instrument de sa diplomatie.
Les fiançailles de Marie de Bourgogne et de Nicolas de Lorraine durent d'ailleurs peu. Le 5 novembre 1472, au camp de Charles le Téméraire à Beaurevoir, Nicolas renonce à la promesse de mariage sans préjudice de l'alliance entre les deux ducs. Marie de Bourgogne y renonce le 3 décembre 1472, et de toute façon Nicolas meurt subitement dès 1473.
L'année 1473 se passe en récriminations, de part et d'autre, sur le fait que l'allié ne respecte pas ses engagements et quand le bruit se répand que Charles le Téméraire envisage de marier sa fille avec Maximilien Ier de Habsbourg, le fils de l'empereur Frédéric III, le roi Ferdinand explore la possibilité d'une union entre Frédéric et Jeanne d'Aragon, fille de Jean II d'Aragon, que le roi de Naples finit par choisir d'épouser lui-même. On évoque aussi la possibilité d'un mariage avec une fille de Luca Sanseverino, prince de Bisignano, avant de revenir à l'hypothèse des noces bourguignonnes.

### À la cour de Charles le Téméraire
Le roi Ferdinand décide, afin de favoriser la possibilité d'un mariage avec la fille de Charles le Téméraire, d'envoyer son fils auprès de celui-ci, et de saisir n'importe quelle occasion qui obligera le duc de Bourgogne à accepter de le recevoir. Le 18 octobre 1474, au Castel Nuovo de Naples, il donne l'ordre de départ et délègue à son fils les pouvoirs qui lui permettront de négocier son mariage. Le 26 novembre 1474, depuis Foggia, Ferdinand donne à Francesco Bertini, évêque de Capaccio, son ambassadeur à la cour de bourgogne, les pleins pouvoirs afin de conclure la négociation.Le 28 novembre 1474, Alphonse, duc de Calabre, depuis Cassano, confirme les pouvoirs conférés par son père à son frère et à l'évêque de Capaccio.

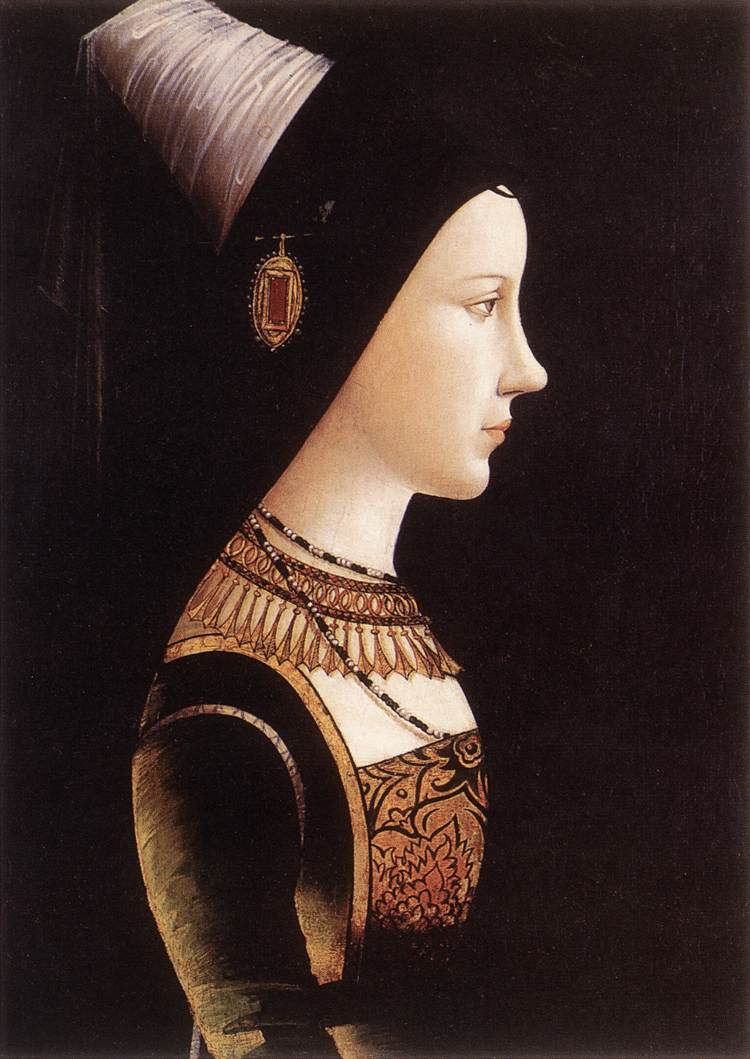
Portrait de Marie de Bourgogne vers 1500 par Michael Pacher.

Frédéric quitte Naples le 26 octobre 1474, accompagné d'une suite princière et multiplie les visites courtoisie en dans la péninsule italienne, en attendant que l'occasion de se rendre à Dijon se présente. Il est reçu à Rome et à Urbino, puis à Ferrare chez son beau-frère Hercule d'Este. Le 5 janvier 1475, il est accueilli, accompagné par 400 personnes de sa suite, par le doge de Venise Pietro Mocenigo, dans le cadre d'une splendide réception, à l'occasion de laquelle la Sérénissime République l'accueille à bord du Bucentaure.
L'occasion de rejoindre la cour de Charles Le Téméraire lui est fournie par la signature d'un accord militaire entre celui-ci et Galéas Marie Sforza, le 30 janvier 1475. Au début de février 1475, Il quitte Milan pour Turin où Yolande de France, qui est à l'origine de l'alliance entre les ducs de Bourgogne et de Milan, lui confie la conduite d'un contingent d'hommes d'armes et d'arbalétriers. Il parvient à Besançon à la fin du mois de février, alors que Charles le Téméraire assiège Neuss.
L'équipée possède des aspects rocambolesques, mais elle s'inscrit avant tout dans la complexité de la diplomatie et des méthodes de communication de l'époque. Le périple italien sert à propager la nouvelle parmi les cours italiennes, et Guy de Brimeu, conseiller du duc de Bourgogne s'étonne que l'on ait fait circuler la nouvelle du mariage parmi les cours italiennes. Ferdinand savait que les projets de mariage était des questions fluctuantes et soumises aux aléas politiques, et que ceci était plus vrai encore qu'ailleurs à la Cour de Bourgogne. Aussi confiait-il à son fils deux autres missions : la première consistait à remettre à Charles le Téméraire le collier de l'Ordre de l'Hermine qu'il avait fondé et dans lequel il avait admis le duc de Bourgogne pour lui rendre l'honneur qu'il lui avait fait de l'accueillir au sein des chevaliers de l'ordre de la Toison d'Or, la seconde consistait à supplanter, dans l'entourage de Charles, Nicola Pietravalle di Monforte, comte de Campobasso, un ancien vassal de Ferdinand qui avait servi René d'Anjou et lié son destin à celui de Jean de Calabre père du duc Nicolas de Lorraine, recruteur de mercenaires en Piémont, en Lombardie et en Émilie pour qu'ils servent dans les armées bourguignonnes, et dont Charles le Téméraire vient de faire l'un de ses chambellans.
Tandis que Frédéric d'Aragon parvient à la cour de Bourgogne, Antoine de Bourgogne, le demi-frère de Charles le Téméraire, se met en route pour Naples accompagné de son fils Philippe, de François d'Este, un fils illégitime de Lionel d'Este et de Guillaume de Rochefort, et d'une centaine de personnes afin de remettre au roi Ferdinand le collier de l'ordre de la Toison d'or dans lequel il a été admis, au Chapitre de Valenciennes, en 1473, à la demande insistante de Charles le Téméraire. Parti de Malines aux environs du 15 février 1475, Antoine de Bourgogne séjourne à Moncalieri du 4 mars 1475 au 6 mars 1475 chez la duchesse Yolande. Il rencontre peut-être à cette occasion Frédéric d'Aragon qui se rend à Chambéry.
Antoine de Bourgogne est somptueusement reçu à la cour milanaise du 9 mars 1475 au 16 mars 1475, puis reprend la route de Naples où il est accueilli par le duc de Calabre Alphonse, le 15 avril 1475. Le 20 avril 1475, le roi Ferdinand annonce qu'il a été investi dans l'Ordre de la Toison d'or et qu'il a prêté serment d'en respecter les statuts. Le séjour de l'ambassade bourguignonne est l'occasion de grandes festivités et notamment de joutes.

### Neveu par alliance de Louis XI
Mais finalement, ce sera Maximilien de Habsbourg qui épousera Marie de Bourgogne en 1477, année de la mort ignominieuse du Téméraire vaincu par René II de Lorraine, cousin germain de Nicolas et petit-cousin de Louis XI.
Quant à Frédéric, le 11 septembre 1478, il épouse à Milan, Anne de Savoie, fille du duc de Savoie Amédée IX et de Yolande de France. Il réside alors avec sa jeune épouse à la cour de son oncle maternel, le roi Louis XI de France. Après le décès de son épouse, en 1480, il rentre à Naples.
Frédéric reçut en 1485, le titre de Prince de Squillace, et fut employé par son père dans plusieurs missions diplomatiques.

### Roi de Naples
En 1496, il succède à son neveu Ferdinand II qui avait dû combattre les prétentions du roi Charles VIII de France, fils de Louis XI, sur son royaume. 
Il reçoit solennellement la couronne royale le 26 juin 1497. Louis XII, le successeur de Charles VIII, reprit ces prétentions à son compte et entreprit la conquête du royaume à partir de 1499 et s'en rendit maître en 1501. Frédéric dut faire appel à son cousin Ferdinand II le Catholique, roi d'Aragon pour repousser les Français, mais ce dernier, après avoir vaincu Louis XII, conserva le royaume pour lui. Dépouillé de ses États, Frédéric est condamné à implorer la générosité du roi de France, qui lui avait constitué une rente de trente mille livres sur le duché d'Anjou.

### La perte du royaume de Naples
Un traité secret est signé à Grenade, le 11 novembre 1500, entre les représentants de Louis XII, et ceux de Ferdinand le Catholique et d'Isabelle la Catholique dans lequel les souverains français et aragonais s'engagent à attaquer simultanément le royaume de Naples et de le partager entre eux dès qu'il sera conquis. Louis XII recevra Naples, la Terre de Labour et les Abruzzes et les titres de roi de Jérusalem et de roi de Naples. La part de Ferdinand comprendra les Pouilles et la Calabre avec les titres de Duc qui leur sont attachés. Chacun des deux souverains s'engageait à solliciter l'investiture du pape qui était théoriquement le suzerain de ces territoires.
Ferdinand le Catholique arma à Malaga une flotte de 50 vaisseaux qui portait 1 200 chevaux et 8 000 fantassins, placée sous le commandement de Gonzalve de Cordoue qu'il envoya soutenir les Vénitiens dans leurs combats contre les Turcs et qui revint mouiller pour l'hiver 1500-1501 en Sicile..

## Descendance
À la faveur du roi Louis XI de France, Frédéric avait épousé en 1478 Anne de Savoie (1455 † 1480), fille d'Amédée IX duc de Savoie et de Yolande de France. 
- Charlotte d'Aragon (1480 † 1506), fille aînée, mariée en 1500 à Guy XVI de Laval, comte de Laval († 1531). Étant donné que Charlotte descendait du roi Charles VII de France par sa grand-mère Yolande de France, après le trépas d'Anne de Savoie, le roi Louis XI, frère de feu Yolande de France, assigna en août 1480, les 12 000 livres tournois de rente, constituée à Anne de Savoie auparavant, au profit de Charlotte sur les seigneuries de Villefranche-de-Rouergue, Villeneuve, Peyrusse et autres lieux, par lettres patentes de la Motte-d'Égry[14], puis du Plessis-du-Parc-lèz-Tours en janvier 1483[15]. Vraisemblablement en raison de cette rente, elle dut quitter l'Aragon, après le deuxième mariage de son père.

Puis, en deuxièmes noces en 1486 avec Isabelle des Baux d'Andria (Isabella del Balzo) (1465 † 1533), d'où :
- Ferdinand, duc de Calabre (1488 † 1550) ;
- Alphonse, mort jeune ;
- César, mort jeune ;
- Isabelle († 1550) ;
- Julie (1492 † 1542), mariée en 1533 à Jean Georges, marquis de Montferrat (1488 † 1533) : sans postérité.